# Barysaŭ
Barysaŭ (belarusiska: Барысаў), eller Borisov (ryska: Борисов), är en belarusisk stad med 143 919 invånare (2016). Den är belägen vid floden Bjarezina i Minsks voblast. 

## Historia
Staden grundades år 1102. Borisov ockuperades av Nazityskland under andra världskriget. I och omkring Barysaŭ anlade SS sex dödsläger, i vilka sammanlagt 33 000 personer mördades. (Se: Förintelsen i Belarus)
Det var i närheten av Barysaŭ som Napoleon 1812 korsade Bjarezina. Den gamla staden låg på flodens östra sida, på den västra sidan växte under 1900-talet den nya staden fram. Staden var under 1900-talet känd för sin ångbåtsstation samt trä-, pappers-, tändsticks- och kristallglasindustri.

## Idrott
I staden finns fotbollslaget BATE Borisov.